# Rolf Marbot
Rolf Marbot, de son vrai nom Friedel Albrecht Marcuse ou Albrecht Marcus, né le 28 mai 1906 à Breslau et décédé le 22 août 1974 à Cannes, est un compositeur, auteur, pianiste et éditeur de musique français d'origine allemande.

## Biographie
Les parents d'Albrecht Marcus sont d'origine hongroise. Il grandit à Breslau. Outre la musique, il pratique le tennis. Il est même champion junior de Silésie. Il connaît une jeunesse difficile dans une Allemagne marquée par l'inflation de 1923 qui laissera ses parents ruinés, l'obligeant ainsi à gagner rapidement sa vie. Il étudie le droit, mais travaille à temps partiel en tant que pianiste de bar. Il accompagne des opérettes dans une tournée en Norvège. Il prend le pseudonyme de Rolf Marbot en 1927.
En 1930, il reçoit son doctorat en Breslau mais renonce à devenir avocat comme prévu initialement. Par conséquent, il commence une formation d'éditeur. Déjà en 1929, il est employé et conseiller juridique de la branche berlinoise du Anton J. Benjamin Musikverlags. Il est l'auteur de chansons populaires et est un compositeur actif.
Marbot écrit en collaboration, entre autres, avec Bert Reisfeld et Austin Egen, de nombreux titres à succès, par exemple, Yale (1928), Bei Fräulein Lisbeth im Parterre (1930), Komm um fünf zur Normaluhr (1931), Mach dein Fenster auf, Vera, Vera (1931), Wenn ich Urlaub hab, fahr ich diesmal an den Rhein (1931), Ganovenehre (1932), Zwei gute Kameraden (1932/33) et Mein kleiner grüner Kaktus. Au total, il écrit jusqu'en 1938 quelque 300 titres.
L'avènement du nazisme l'oblige à s'expatrier et il arrive en France en 1933 où il commence une nouvelle carrière dans des conditions difficiles. Il fonde avec Rodolfo Hahn et Bert Reisfeld une petite société d'édition : les éditions Méridian dont le fonds est constitué de chansons françaises qu'il commence à développer. Il est admis à la SACEM le 15 mars 1939 comme auteur et le 20 mars 1939 comme compositeur.
Lorsque la Seconde Guerre mondiale éclate, il est arrêté. Le 23 décembre 1939, il rejoint la Légion étrangère. Il est démobilisé en octobre 1940. En 1942, il prend le pseudonyme de Louis Sandret après qu'il a réussi à se procurer de faux papiers. Sous ce nom de Louis Sandret, il travaille comme pianiste de bar à Lyon et à Pralognan-la-Vanoise, jusqu'à son retour en septembre 1944 à Paris. Il avait confié la gestion de Méridian aux frères Bachelet.
La guerre terminée, il reprend la direction de sa société et engage Fernande Ray qui devient très vite son bras droit. Ses bureaux se trouvent au départ chez lui au 95 rue de la Boétie, puis, en 1946, 5 rue Lincoln. Marbot travaille d'abord avec Fernande Ray, puis le nombre d'employés augmente pour atteindre 30 dans les années 1960. Il ouvre un studio d'enregistrement et un Notenstecherei. À partir de 1948, il travaille dans la Société d'Édition Musicale Internationale (SEMI) avec Ralph Peer senior. Cette société a été créée pour représenter tout le catalogue Peer-Southern music en France. En retour, il cède à Peer une partie des parts de Méridian.
Les éditions Méridian deviennent alors les Nouvelles Éditions Méridian. Semi et Méridian vont rapidement s'agrandir et Marbot s'oriente très vite dans l'édition des plus grands auteurs français, en parallèle à son activité de représentant du catalogue Southern. Il rachètera également de nombreux fonds incluant des grands succès français.
Des années 40 à fin 60, Marbot et SEMI/Méridian deviennent ainsi incontournables dans l'édition et l'industrie musicale en général. Édith Piaf, Montand, Dalida, Tino Rossi et beaucoup d'autres se rendent régulièrement dans les bureaux de la rue Lincoln pour y choisir de nouvelles chansons. Marbot travaille ainsi fidèlement avec quelques grands auteurs français : Francis Lopez (qui avait son propre bureau aux éditions), Hubert Giraud, Charles Dumont, Norbert Glanzberg, etc.
En 1959, il rachète à Léo Ferré une grande partie de son catalogue éditorial. Il est à l'origine de quelques carrières dont la plus marquante est celle de Michel Polnareff dont il est producteur jusqu'en 1972. Il s'intéressera aussi à la musique de chambre en éditant des œuvres de Maurice Thiriet et Henri Barraud, des musiques symphoniques, des musiques de ballets de Roland Petit et de Raymond Queneau et de nombreuses musiques de films.
En 1958, il fonde une succursale à Hambourg. En 1960, il reçoit une compensation pour ses pertes au cours du Troisième Reich.
Marbot devient Français en 1947. Il est président de la SACEM de 1956 à 1973, président de la Chambre Syndicale des Éditeurs de Musique Légère (CSDEM) et secrétaire général de la Société des Droits de reproduction mécanique (SDRM).
La SACEM décerne chaque année le Prix Rolf Marbot de la chanson de l'année. Parmi les lauréats se trouvent Marc Lavoine, Florent Pagny, Maxime Le Forestier, Julien Clerc, Benjamin Biolay, Zaz ou encore Stromae.
Il est inhumé au cimetière du Père-Lachaise (60e division).

## Œuvres principales

### Opérette
- Mitzi-Mitzou, opérette en 3 actes. Livret de Jean de Létraz, musique en collaboration avec Bert Reisfeld. Création au Théâtre des Capucines le 31 mai 1934.

### Musique de film
Seul ou en collaboration :
- La maison jaune de Rio (1931)
- Faut-il les marier? (1932)
- Histoires fantastiques (de) (1932)
- Kiki (1932)
- Zwei gute Kameraden (1933)
- Jeunes filles à marier (1935)
- Le gardian (1946)
- Boîte de nuit (1951)
- L'auberge en folie (1957)

### Chansons
Comme compositeur ou arrangeur :
- Le gros Bill
- On chante dans mon quartier
- Le temps des cacahuètes
- Méfiez-vous fillettes
- Dites-moi un mot gentil
- Cha cha cha ma demoiselle
- Vive le vent

## Source de traduction
- (de) Cet article est partiellement ou en totalité issu de l’article de Wikipédia en allemand intitulé « Rolf Marbot » (voir la liste des auteurs).